# Ordizia
Ordizia település Spanyolországban, Gipuzkoa tartományban. Ordizia Beasain, Itsasondo, Arama, Zaldibia és Lazkao községekkel határos. Lakosainak száma 10 699 fő (2024).

## Népesség
A település népessége az utóbbi években az alábbiak szerint változott:
| Lakosok száma | 9039 | 8926 | 9188 | 9732 | 9811 | 9803 | 9875 | 10 394 | 10 420 | 10 699 |
|               | 2001 | 2004 | 2006 | 2009 | 2011 | 2014 | 2016 | 2019   | 2021   | 2024   |